# Olympische Sommerspiele 2004/Teilnehmer (Eritrea)
| Gelbes Symbol für Goldmedaillen mit stilisierten Olympischen Ringen | Graues Symbol für Silbermedaillen mit stilisierten Olympischen Ringen | Braundes Symbol für Bronzemedaillen mit stilisierten Olympischen Ringen |
| ------------------------------------------------------------------- | --------------------------------------------------------------------- | ----------------------------------------------------------------------- |
| —                                                                   | —                                                                     | 1                                                                       |

Eritrea nahm an den Olympischen Sommerspielen 2004 in der griechischen Hauptstadt Athen mit vier Sportlern, einer Frau und drei Männern, teil.

## Medaillengewinner
Mit einer gewonnenen Bronzemedaille belegte das Team Platz 70 im Medaillenspiegel.

### Bronze
| Name            | Sportart       | Wettkampf    |
| --------------- | -------------- | ------------ |
| Zersenay Tadese | Leichtathletik | 10.000 Meter |

## Teilnehmer nach Sportarten

### Leichtathletik
- Zersenay Tadese
5000 Meter Männer: 7. Platz
10.000 Meter Männer: Bronze

- Samson Kiflemariam
5000 Meter Männer: Vorläufe

- Yonas Kifle
10.000 Meter Männer: 16. Platz

- Nebiat Habtemariam
5000 Meter Frauen: Vorläufe